# 甯鑑
甯鑑（1056年—1104年），字晦之，辽朝涿州固安人。曾祖父甯贞，祖父甯可一。父亲甯的，明经登第，官至鄯阳县主簿，母亲李氏。
甯鑑举进士，与人联诗《风雪夜纵酒诗》，有“天下栋寒弃我意”一句。历任著作佐郎、顺州军事判官、大理评事、中京内省判官、秘书郎、秦州乐康县令、平州掌书记、枢密院试验。因母亲年老改任朔州观察判官。历任敦睦、弘义、延昌宫判官，加太子洗马。因上奏深得辽道宗器重，改授西京留守推官，加殿中省丞，特旨任枢密院令史。为母丁忧，起复加尚书户部郎中。天祚帝即位，奉诏复查张孝杰之狱。授枢密户房主事，转任左司郎中，又转兵房承旨、加少府少监。后因接待宋朝使臣，以小心得过，出任忠顺军节度副使，深得民心。乾统四年（1104年）病逝于官署，时年四十九岁。有三子：甯奎孙，举进士；甯福惠，左班祗候；甯郑九，举进士。